# فيكتوريا مارينوفا
فيكتوريا مارينوفا (بالبلغارية: Виктория Маринова)‏ (1988- 6 أكتوبر 2018)  كانت صحفية استقصائية بلغارية.

## السيرة الذاتية
عملت مارينوفا كمديرة إدارية في قناة تي في إن tvn في روسه.في 30 سبتمبر 2018 أطلقت برنامج حواري جديد اسمه ديتاكتور.

## الوفاة
وجدت مارينوفا مخنوقة في أكتوبر 2018، وتعرضت للاغتصاب قبل مقتلها. وتعد مارينوفا ثالث صحفية تقتل في الاتحاد الأوروبي في أقل من عام، بعد دافني كاروانا غاليزيا من مالطا ويان كويساك وصديقته من سلوفاكيا.